# Saurauia bogoriensis
Espèce
Statut de conservation UICN

 CR A2c; D : 
En danger critique
Saurauia bogoriensis est une espèce de plantes du genre Saurauia de la famille des Actinidiaceae.